# Bothriembryon glauerti
Bothriembryon glauerti е вид коремоного от семейство Bulimulidae. Видът е уязвим и сериозно застрашен от изчезване.

## Разпространение
Разпространен е в Австралия.